# Bisdom Amiens

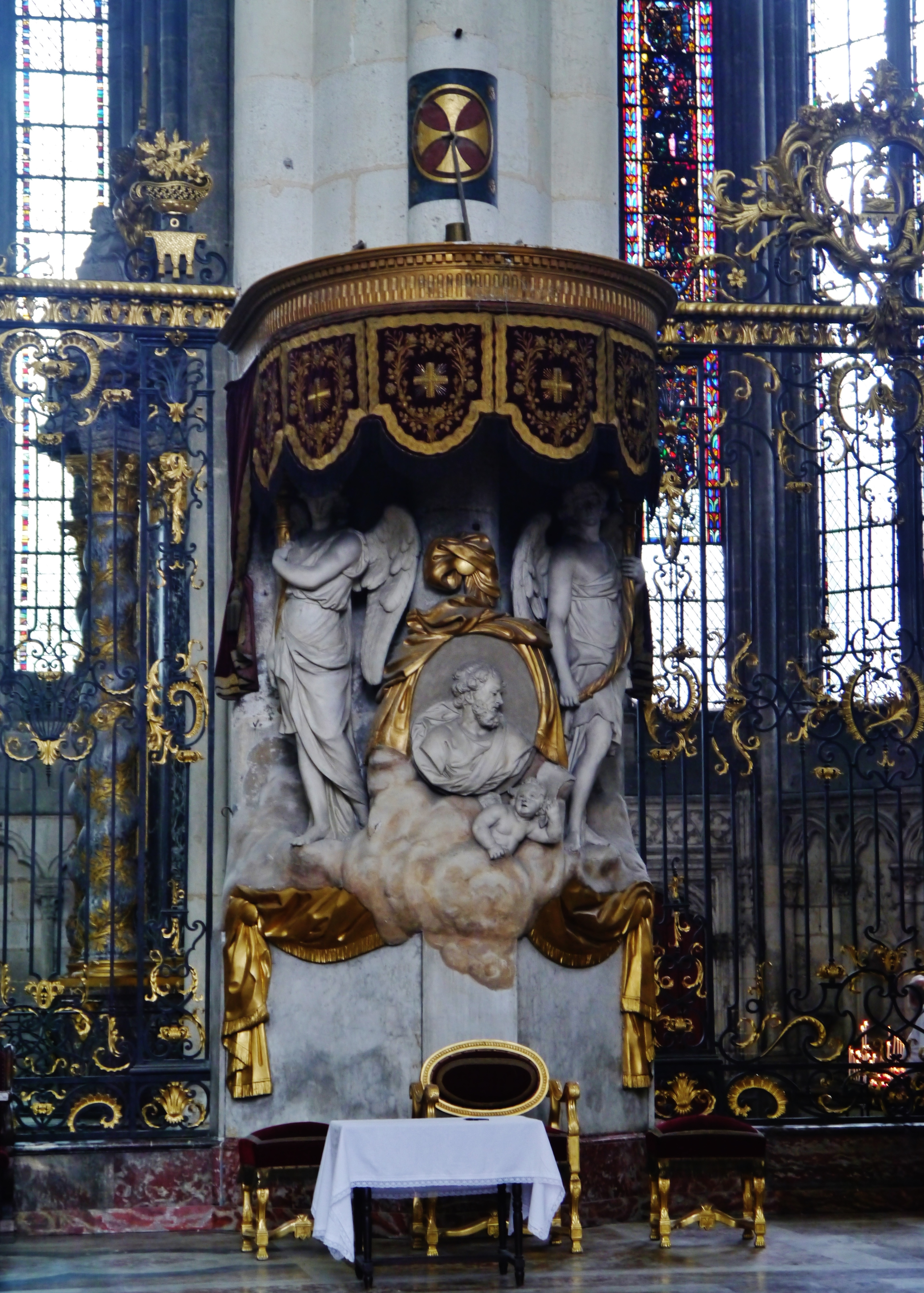
Cathedra in de kathedraal van Amiens

Het bisdom binnen Frankrijk

Het bisdom Amiens (Latijn: Dioecesis Ambianensis; Frans: Diocèse d'Amiens) is een kerkelijke grondgebied of bisdom van de Katholieke Kerk in Frankrijk met als zetel de stad Amiens. Het bisdom heeft een oppervakte van 6.277 km² en omvat het departement Somme in de regio Hauts-de-France. Het bisdom is een suffragaan bisdom van het aartsbisdom Reims.
In 2023 telde het bisdom ongeveer 501.000 katholieken op een totale bevolking van 573.651 (87,4% van de bevolking). Het bisdom telde toen 49 parochies die werden bediend door 63 diocesane priesters en 17 permanente diakens.

## Geschiedenis
Het bisdom Amiens werd volgens de overlevering gesticht op het einde van de derde eeuw toen het noorden van Gallië werd gekerstend. Als eerst bisschop wordt de heilige Firminus van Amiens genoemd. Op de plaats van zijn graf op de heuvel Abladène werd de eerste kathedraal gebouwd, gewijd aan Maria. Pas in zevende eeuw werd ook het platteland gekerstend. Dit gebeurde door missionarissen afkomstig van de Britse eilanden. In die periode werden ook de eerste kloosters gesticht. Belangrijke abdijen ontstonden in Saint-Valéry, Saint-Riquier, Forest-Montiers en Corbie. 
Op 17 december 1206 werd een fragment van het Heilig Kruis dat als relikwie was meegebracht van de kruistocht plechtig binnengebracht in de kathedraal van Amiens. Deze kathedraal kende in de dertiende eeuw haar belangrijkste bouwfase. 
In Amiens en Picardië kende de Reformatie wel aanhangers onder de lagere adel, maar de geestelijkheid bleef grotendeels trouw aan de Katholieke Kerk en hierdoor kende het calvinisme er geen doorbraak. 
Na de Franse Revolutie vluchtte bisschop Louis-Charles de Machault  naar Doornik. Hij werd in 1791 vervangen door de constitutionele bisschop Desbois de Rochefort. De clerus die weigerde de eed van haat af te leggen emigreerde of dook onder. Er volgden ook enkele executies. 

### Moderne bisdom
Bij het Concordaat van 1801 werd het bisdom Amiens opnieuw opgericht. Het omvatte toen ook het huidige bisdom Beauvais, dat pas in 1822 opnieuw werd opgericht. Tijdens de Eerste Wereldoorlog lag het departement Somme op de frontlijn en twee derde van de kerken van het bisdom werd beschadigd of vernield. In 1972 volgde een grenscorrectie toen Ytres werd overgebracht naar het bisdom Atrecht. 
De secularisatie en het teruglopend aantal roepingen leidden tot maatregelen. De priesteropleiding werd in de kerkprovincie gecentraliseerd in Reims. Het aantal parochies werd teruggebracht van 836 in 1980 naar 98 in 1990 en naar 49 in 2003.

## Bisschoppen

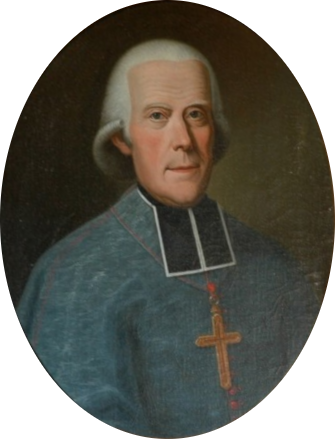
Jean-Chrysostome André de Villaret

Enkele bisschoppen van het oude bisdom Amiens:
- Salvius van Amiens (zevende eeuw)

- Honoratus van Amiens (zevende eeuw)
- Richard de Gerberoy (dertiende eeuw)
- Jean de la Grange (veertiende eeuw)

Sinds 1801:
- Jean-Chrysostome André de Villaret (1802-1805)
- Jean-François de Mandolx (1805-1817)
- Marc-Marie de Bombelles (1817-1822)
- Jean-Pierre de Gallien de Chabons (1822-1837)
- Jean-Marie Mioland (1838-1849)
- Louis-Antoine de Salinis (1849-1856)
- Jacques-Antoine-Claude-Marie Boudinet (1856-1873)
- Louis-Désiré-César Bataille (1873-1879)
- Aimé-Victor-François Guilbert (1879-1883)
- Pierre Henri Lamazou (1883)
- Jean-Baptiste-Marie-Simon Jacquenet (1884-1892)
- René-François Renou (1893-1896)
- Jean-Marie-Léon Dizien (1896-1915)
- Pierre-Florentin-André du Bois de la Villerabel (1915-1920)
- Charles-Albert-Joseph Lecomte (1921-1934)
- Lucien-Louis-Claude Martin (1935-1945)
- Albert-Paul Droulers (1947-1950)
- René-Louis-Marie Stourm (1951-1962)
- Géry Leuliet (1963-1985)
- François Bussini (1985-1987)
- Jacques Noyer (1987-2003)
- Jean-Luc Bouilleret (2003-2013)
- Olivier Leborgne (2014-2020)
- Gérard Le Stang (2021-)

Reims (aartsbisdom) · Amiens · Beauvais · Châlons · Langres · Soissons · Troyes